# ريتشارد كولير
ريتشارد كولير (بالإنجليزية: Richard Collier)‏ هو لاعب كرة قدم أمريكية أمريكي، ولد في 23 أكتوبر 1981 في شريفبورت في الولايات المتحدة.

## وصلات خارجية
- ريتشارد كولير على موقع مرجع كرة القدم المحترفة.كوم (الإنجليزية)